# Шевде

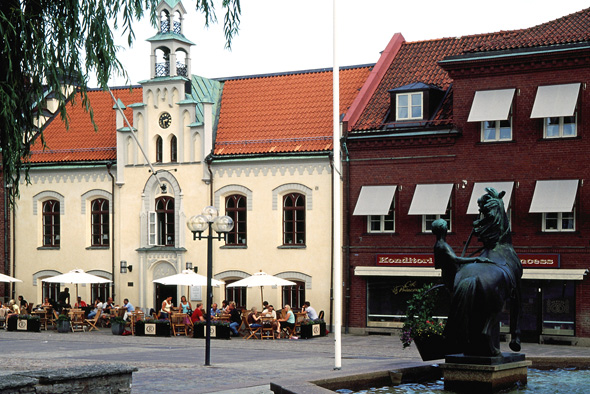
Ратуша

Шевде (швед. Skövde, застаріле Sköfde) — місто у південній частині Швеції, у лені Вестра-Йоталанд, у провінції Вестерйотланд. Адміністративний центр одноіменної комуни.
Місто розташоване між озерами Венерн і Веттерн.
Отримало статус міста у 1413 році. У 1759 році значно постраждало від руйнівної пожежі. У 1859 році через місто пройшла залізниця Стокгольм—Гетеборг (швед. Västra stambanan), що посприяло розвитку міста.
У місті працює залізничний вокзал. У 13 км від міста знаходиться аеропорт. 37 км північніше Шевде знаходиться Марієстад, яке відоме своїм кафедральным собором.
У Шевде є університет, у якому навчається близько 8000 студентів.
Також у місті є моторний завод компанії Volvo Penta, який виробляє двигуни для інших підрозділів Volvo AB і автомобілів марки Volvo, на якому задіяно близько 5000 людей. У декількох кілометрах на південний захід перебуває уранова копальня Ранстад.
У місці знаходиться гарнізон, який включає Скараборгський танковий полк (P 4), Логістичний полк і армійську школу.
У місті є футбольний клуб «Шевде АІК», який виступає у третьому за рівнем дивізіоні Швеції.

## Міста-побратими
- Курессааре, Естонія
- Рінгстед, Данія
- Састамала, Фінляндія
- Саут-Дербішир, Велика Британія
- Халден, Норвегія
- Електренай, Литва